# Impfpflaster

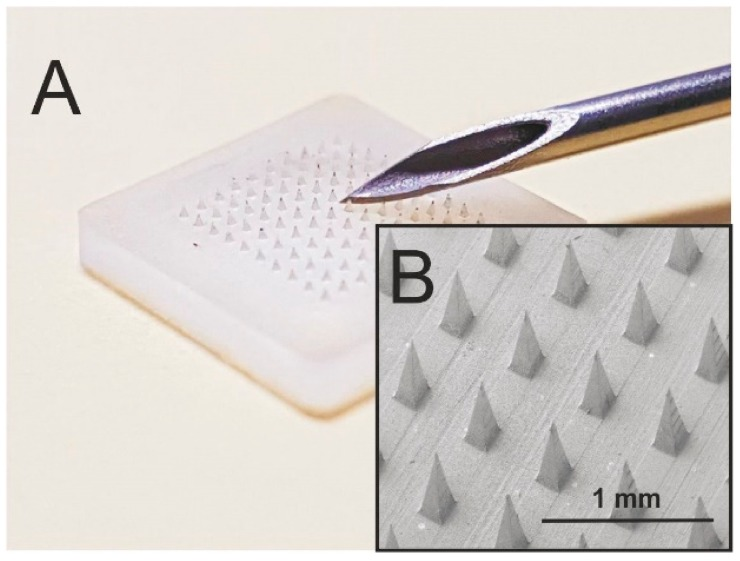
Größenvergleich mit Standard-Hohlnadel

Ein Impfpflaster ist ein (im herkömmlichen Sinne) nadelfreies Verabreichungssystem von Impfstoffen. Zumeist sind Impfpflaster kleiner als ein Fünf-Cent-Stück und verfügen über Mikronadeln, über die der Impfstoff in die Immunzellen-führende Schicht der Haut eingebracht wird.

## Aufbau
Je nach Quelle werden variierende Typen von Mikronadelpflastern beschrieben. Manche enthalten 50 Mikronadeln aus Stahl, die 0,7 Millimeter lang sind. Andere Impfpflaster weisen 100 Mikronadeln zu einer Länge von 0,65 Millimetern auf. Andere, in Australien entwickelte Impfpflaster (Nanopatches), verfügen über 20.000 Mikronadeln pro cm².
Einige Impfpflaster verwenden Mikronadeln aus einem stabilen polymeren Stoff, der wasserlöslich ist und sich unter leichtem Daumendruck bei Haut- bzw. Hautschweißkontakt nach Einbringen des Impfstoffs schnell auflöst.

## Vorteile
Die Pharmaindustrie sieht die Vorzüge von Impfpflastern darin, dass der Impfvorgang sehr unkompliziert auch ohne medizinische Fachkräfte durchführbar ist und keine Kühlkette der Impfstoffe eingehalten werden muss, da der Impfstoff in der Herstellung der Nanopatches trocken-ummantelt aufgebracht werden kann (dry-coated vaccine). Dies macht Impfpflaster speziell für die Tropen interessant.
Außerdem werden Nadelunfälle (z. B. Infektionen mit gebrauchten Injektionsnadeln) vermieden.